# Тихов, Платон Иванович
Тихо́в, Плато́н Ива́нович (23 октября (4 ноября) 1865 года, Туринск Тобольской губернии — 8 (21) августа 1917 года, Петроград) — русский врач-хирург.

## Биография
Отец и дед по отцовской линии Тихова были священниками, мать — цыганкой. В раннем возрасте Платон лишился родителей, с четырёх лет воспитывался у своей тетки — просвирни.
Начальное образование получил в деревенской школе. В 10 лет был отдан в Тобольское духовное училище. По окончании училища некоторое время учился в духовной семинарии. После 4-го класса был исключен из семинарии за участие в бунте семинаристов и некоторое время работал ямщиком на постоялом дворе, затем поступил в Пермскую классическую гимназию, которую окончил с золотой медалью. Во время учёбы зарабатывал на жизнь репетиторством и переводами с немецкого языка.
В 1887 г. поступил на историко-филологический факультет Казанского университета, но вскоре перешёл на медицинский факультет, который окончил в 1893 г. со званием лекаря. В период учёбы в университете огромное влияние на Тихова оказали профессор Л. Л. Левшин и особенно профессор В. И. Разумовский.
С 1893 по 1896 гг. был штатным ординатором госпитальной хирургической клиники, с 1897 по 1899 гг. — профессорским стипендиатом при Казанском университете. В течение года с научной целью находился в заграничной командировке. В 1898 г. защитил выполненную под руководством В. И. Разумовского диссертацию «О резекции голеностопного сустава с удалением таранной кости при туберкулёзе» на степень доктора медицины. Для работы освоил датский язык и изучил статью датского коллеги. Впоследствии овладел почти всеми европейскими языками, в том числе шведским и итальянским.
В 1899 г. Тихов был утверждён в звании приват-доцента и командирован за границу, где работал в клиниках Бергмана, Ру и др. В 1901—1902 гг. — старший врач Костромской губернии земской больницы. За это время опубликовал около 30 статей.
С 1902 г. — экстраординарный, с 1907 г. — ординарный профессор по кафедре госпитальной хирургической клиники Томского университета. С 1912 г. Тихов проректор университета. Читал систематический курс хирургических болезней студентам медицинского факультета, в 1904 г. — и курс офтальмологии. Не имел себе равных по краткому блестящему изложению материала с сохранением при этом высокого научного уровня. В отношениях со студентами Тихов был всегда требовательным, пользуясь в то же время общей симпатией и уважением. Заложил основы урологии и онкологии в Сибири, привнес много нового в хирургию костно-суставного туберкулёза. Впервые разработал и выполнил операцию реплантации верхних и нижних конечностей. Тихову принадлежит приоритет в проведении ряда сложнейших операций в области урологии, в частности, операции по пересадке мочеточников в прямую кишку (метод Тихова — Грамматикати). Он осуществил операцию расширенного удаления поражённой раком матки с перевязкой маточных и подчревных артерий. В 1907 г. впервые в Сибири успешно зашил рану сердца. В клинике, руководимой им, проводились операции при костно-суставном туберкулёзе, пластические операции на лице. Тихов провёл исследования о брюшных грыжах (1914 г.), заболеваниях голеностопного сустава, вывихах плеча и предплечья, повреждениях и заболеваниях коленного сустава. Он также разработал хирургическую операцию удаления проксимального отдела плечевой кости вместе с ключицей и лопаткой. Эта операция решением XIX Российского съезда хирургов (1927 г.) получила название — операция Тихова — Линберга.
Перу Тихова принадлежит более 100 работ, в том числе 5 крупных монографий и трехтомное руководство по частной хирургии, 5 учебников по хирургии для фельдшеров и медсестер. Его монография «Туберкулёз суставов и костей» (1909 г.), представлявшая огромную ценность и не знавшая равных в тогдашней отечественной хирургической литературе, была удостоена премии И. Ф. Буша и премии ВМА (1912 г.). Тихов прекрасно знал медицинскую литературу, свободно владел почти всеми европейскими языками. Обладал большим опытом клинициста, умел заинтересовать своих помощников-врачей клиническим материалом, заставлял обрабатывать его для научных публикаций. Не ограничивался только выбором темы для диссертации своих учеников, но и непосредственно руководил разработкой вопроса. Под руководством Тихова было подготовлено 11 докторских диссертаций и опубликовано более 130 научных работ. Созданная им школа внесла большой вклад в технику остеопластических операций, хирургию брюшной полости и паренхиматозных органов, кровеносных сосудов, анестезиологию. Из школы Тихова вышли такие известные учёные-хирурги, как Н. А. Богораз, Н. И. Березнеговский, А. М. Никольский, П. Н. Обросов, А. Ф. Пономарев, А. П. Альбицкий, П. Н. Цветов, С. П. Мочалов, С. К. Софотеров. На кафедре, руководимой Тиховым, плодотворно работал научный студенческий кружок. Тихов избирался председателем Акушерско-гинекологического общества при Томском университете. Редактировал «Известия Томского университета» (1914 г.). Являясь с 1903 г. директором госпитальных хирургических клиник, размещавшихся в старой, неприспособленной больнице приказа общественного призрения, Тихов с первых шагов своей деятельности на этом посту поднял вопрос о создании для клиник лучших условий. После того как МНП не утвердило план постройки отдельного нового здания для госпитальных клиник, Тихов добился в августе 1907 г. передачи под клиники 2-го общежития университета, которое в течение 4 месяцев было переоборудовано. 27 января 1908 г. — в день Иоанна Златоуста — состоялось освящение клиник. Это были вторые госпитальные клиники в России. Только за период с 1903 по 1912 гг. в клиниках было проведено свыше 2000 больших операций.
Тихов являлся председателем Общества попечения о бедных больных, выходящих из клиник Томского университета. Много сделал для просвещения населения. Во время Первой мировой войны читал лекции и вел практические занятия на курсах ускоренной подготовки лекарей для русской армии. По отзывам современников, обладал изумительной работоспособностью, организованностью, дисциплинированностью и энергией, для научного наблюдения над больными и их выхаживания не жалел ни своего здоровья, ни времени. Недовольство он обычно высказывал по поводу отсутствия дежурств по неотложной хирургии и большого количества праздников и длительных каникул, что, по его мнению, мешало лечебной работе. Свой рабочий день Тихов начинал в 8 часов утра и заканчивал поздно ночью. В 3 часа дня Тихов приезжал из клиники на обед, после чего обязательно спал часа полтора, а затем снова уезжал в клинику и возвращался домой к 8 часам вечера. По вечерам работал в своем кабинете и не покидал его до тех пор, пока не выполнял намеченного. Напряжённую работу сочетал с отдыхом. По воскресным дням и праздникам предпочитал прогулки за городом. Не любил ходить в гости и делать покупки, считая это пустой тратой времени. Тихов обладал ярким литературным талантом, «полным художественных сил и блестков истинного юмора». Свои беллетристические произведения (им написан роман и около 20 рассказов) Тихов, под псевдонимом Ланской, помещал в журналы «Русское богатство», «Русская мысль» и др. и в газету. Находил время для занятий пением, музыкой. Некоторое время состоял в Академическом союзе (позднее — Группа академистов). Сочувствовал кадетам.
Причина столь ранней смерти остаётся точно неизвестной. По воспоминаниям В. И. Разумовского Тихов в последнее время страдал расстройством рассудка.
Похоронен 10 августа 1917 года на Смоленском кладбище.

## Награды
- орден Св. Анны II ст. (1914 г.),
- орден Св. Станислава II ст. (1911 г.),
- орден Св. Анны III ст. (1908 г.),
- серебряная медаль в память царствования Императора Александра III
- светло-бронзовая медаль в память 300-летия царствования Дома Романовых.

Чин: действительный статский советник (1917 г.).

## Сочинения
- Очерк клиники Roux // Лет. Рус. Хир. — 1890.
- Случай сложной аномалии выпавшего d. oomph. mesenter // Хирургич. Лет. — 1893 - 1894.
- Сифилис мышц в хирургической практике // Медиц. Обозр. — 1893 - 1894.
- Остеомы носовых полостей // Хирургич. Лет. — 1894 - 1895.
- Aneurisma cirsoid. nasi // Хирургич. Лет. — 1894 -1895.
- O наложении венозного шва // Хирургич. Лет. — 1894 - 1895.
- О вывихах позвоночника // Медиц, Обозр. — 1894 - 1895.
- Множественные симметричные липомы // Медиц, Обозр.. — 1894 - 1895.
- Множественные невромы в связи с fibroma mollusca multiplex // Медиц. Обозр. — 1894 - 1895.
- Об эпителиальных кистах пальцев // Медиц. Обозр. — 1895.
- К казуистике множественных липом // Медиц. Обозр. — 1895.
- Lipoma arborescens сухожильных влагалищ // Хирургич. Летоп. — 1895 - 1896.
- О лечении водянки яичка // Хирургич. Летоп. — 1895 - 1896.
- Историческая записка деятельности совета врачей при казанской губернской земской больнице // Прилож. к отчету старш. врача больницы

за 1895 год.
- Отчет о занятиях во время пользования профессорскою стипендией, 1897 -1898 г. г. // Учен. Зап. Каз. унив. — 1898.
- О резекции голеностопного сустава, с удалением таранной кости, при туберкулезе. — Казань, 1898.
- К учению о переломах // Медиц. Обозр. — 1899 - 1900.
- К учению об опухолях // Медиц. Обозр. — 1899 - 1900.
- К учению о вывихах // Летоп. Рус Хир. — 1899 - 1900.
- Очерк учения о нагноении // Летоп. Рус. Хир. — 1899 - 1900.
- Обзор успехов русской хирургии за 1898 и 1899 г. г. // Летоп. Рус. Хир. — 1900 - 1901.
- О заживлении раны сердца. Предварительное сообщение // Дневн. VII Пироговского съезда.
- К статистике оперативного лечения зоба // Дневн. VII Пироговского съезда.
- К статистике актиномикоза в России // Дневн. VII Пироговского съезда.
- Отчёт о хирургической секции XIII международного медицинского съезда в Париж // Врач. — 1890 - 1891.
- Хирургия на всемирной парижской выставке // Врач. — 1890 - 1891.
- Заметки о XIII международном медицинском съезде в Париже // Медиц. Обозр. — 1890.
- Хирургия нервной системы на XIII междун. медиц. съезде в Париже // Обозр. Псих. — 1890.[3]
- Основы современной клинической хирургии: Вступительная лекция, прочитанная в Томском университете 17 марта 1903 г. // ИТУ. 1904. Кн. 24;
- О первичной бугорчатке сухожильных влагалищ вообще и об образовании рисовидных тел в частности // Сб. тр. в память Э. Г. Салищева. Томск, 1904 г.;
- Раны сердца // Хирургия. 1908 г.;
- Пересадка женской грудной железы // Там же;
- Заболевания голеностопного сустава. СПб., 1909 г.;
- Курс хирургии для фельдшеров. Киев, 1909 г.;
- Туберкулёз суставов и костей // ИТУ. 1909 г.. Кн. 32; То же. Томск, 1909 г.;
- Курс хирургии для зубоврачебных школ. Киев, 1909 г.;
- Совместно с И. Н. Грамматикати. Рак и беременность // Ж. акушерства и женских болезней. 1910 г. № 10;
- Курс хирургии для фельдшерских школ и студентов. 2-е изд. Киев, 1910 г.; Медицина России в эпоху Наполеоновских войн. СПб., 1913 г.;
- Брюшные грыжи // ИТУ.1914. Кн. 60; То же. 1915 г. Кн.61;
- Курс хирургии с механургией и десмургией. Петроград; Киев, 1915 г.;
- Частная хирургия. Петроград, 1916. Т. 1; 1916. Т. 2; 1917. Т. 3.
- О госпитальных клиниках Императорского Томского университета. Томск, 1906